# Religião protoindo-europeia
A existência de similaridades entre as deidades e práticas religiosas dos povos indo-europeus permite o vislumbre de uma religião e de uma mitologia protoindo-europeia. Essa hipotética religião protoindo-europeia teria sido a primeira da maioria das religiões pré-cristãs da Europa, das religiões dármicas da Índia, e do zoroastrismo na Pérsia.
Indicadores da existência desta religião ancestral podem ser detetados pela associação entre línguas e costumes religiosos dos povos indo-europeus. Para pressupor que esta religião ancestral existiu, de qualquer forma, alguns detalhes permanecem baseados em conjeturas. Enquanto costumes religiosos similares entre os povos indo-europeus podem fornecer evidências para uma herança religiosa comum, um hábito compartilhado não necessariamente indica uma fonte comum para tal hábito; algumas destas práticas podem bem ter se desenvolvido num processo de evolução paralela. As evidências arqueológicas, onde alguma possa ser encontrada, são difíceis de se adaptar a uma cultura específica. A melhor evidência é então a existência de palavras cognatas e nomes nas línguas indo-europeias.

## Sacerdotes
Os principais funcionários da hipotética religião protoindo-europeia teriam sido mantidos por uma classe de sacerdotes ou xamãs. Há evidências de monarquias sagradas, sugerindo que o rei tribal ao mesmo tempo assumia a função de sumo sacerdote. Esta função teria sobrevivido até o século XI na Escandinávia, quando os reis poderiam ainda ser destronados por se recusarem a servir como sacerdotes. Muitas sociedades indo-europeias conheciam um divisão tríplice de classes: o clero, a classe guerreira e os camponeses ou lavradores. Tal divisão foi sugerida para a sociedade proto-indo-europeia por Georges Dumézil.
A adivinhação era executada pelos sacerdotes, por exemplo, a partir de partes de animais sacrificados. Os pássaros também tinham uma função na adivinhação.
Exemplos dos descendentes desta classe nas sociedades históricas indo-europeias seriam os druidas celtas, os brâmanes indianos, os flâmines latinos e os magos persas. As religiões indo-europeias históricas também tinham sacerdotisas, como os hieródulos (templo de prostitutas), dedicado às virgens, ou oráculos, por exemplo, as virgens vestais romanas, as sibilas e as völvas germânicas (ver também bruxaria).

## Panteão
Os lingüístas são capazes de reconstruir os nomes de algumas deidades em PIE a partir de nomes que ocorrem em ampla difusão e em mitologias antigas. Algumas dessas deidades propostas são mais aceitas por alguns que por outros acadêmicos.
Os proto-indo-europeus devem ter feito distinção entre gêneros diferentes de deuses, tal como o Aesir e o Vanir da mitologia nórdica e os titãs e os deuses olímpicos da mitologia grega. Possivelmente, havia o *Deiw-o-, literalmente "celestial, aqueles do céu/luz do dia" (Deva, Daimon, variante apofônica de *Dyēus), e o *Ansu-, literalmente "espíritos, aqueles com a força vital" (Aesir, Asuras, Ahura).

### Deidades amplamente aceitas
- Dyēus Ph²ter - acredita-se que tenha sido o nome original do deus do céu iluminado e o deus principal do panteão indo-europeu. Ele sobreviveu no grego Zeus (caso genitivo Diòs), no latim Júpiter, no sânscrito Dyauṣ Pitar, no báltico Dievas, no germânico Tiwaz (norueguês antigo Tyr, alto alemão antigo Ziu), no armênio Astwatz e no gaulês Dispater (também Deus pater na Vulgata).
- *Plth²wih² Mh²ter (Dg'hōm) - acredita-se que tenha sido nome de uma deusa Mãe Terra. Outro nome da Mãe Terra indo-europeia seria *Dhghom Mater, como no albanês Dhe Motë, no avéstico Zamyat, no eslavo Mati Zemlja, no lituano Žemyna, no letão Zemes Mate e no grego Demeter.

- Um deus do trovão, possivelmente associado ao carvalho, e em algumas tradições sincretizado com Dyeus. O nome *Perkwunos do radical *Per-kw- ou *per-g- é sugerido pelo balto-eslavo *Perkwunos, norueguês Fjörgyn, albanês Perëndi e védico Parjanya. Uma palavra para "trovão" era *(s)tene-, continuada no germânico *Þunraz (trovão personificado),que evoluiu para Thor. Pensa-se também que o Hércules e Marte greco-romanos sejam também reflexos deste deus, embora tenham cedido o aspecto de divindade-relâmpago aos reflexos de Dyeus. Ver também Taranis, deus celta do trovão, e Tarhun, deus hitita do trovão.

- h²aus-os- - acredita-se que tenha sido a deusa da aurora, continuada na mitologia grega como Eos, em Roma como Aurora, em védico como Ushas, na mitologia lituana como Aušra oru Auštaras, em armênio como Astghik e possivelmente também na mitologia germânica como Eostre.

### Propostas especulativas
Deuses adicionais podem incluir:
- O grego Posídon era originalmente um deus ctônico, um deus da terra ou do submundo, a partir de poti daon, "senhor de Da", comparável com Deméter a partir de Da mater, "mãe Da". Outra etimologia pode ser proposta, com *don se referindo a "as águas", como a deusa védica dos rios, Danu, que compartilha o nome com a deusa mãe celta. Posídon sendo "o mestre das águas", mais de acordo com as funções de um deus do mar (e possivelmente também o suposto oceano celestial ou abismo aquático).
- *Welnos, talvez um deus do céu noturno, ou do submundo, continuado no sânscrito Varuna, no grego Urano (que também é uma palavra para céu), no eslavo Veles, no armênio Aray e no lituano Velnias.
- Gêmeos divinos, irmãos da virgem do Sol ou deusa da aurora, filhos do deus céu.
- Deve ter existido um deus do mar, conhecido em persa e em védico como Apam Napat, em celta como Nechtan, em etrusco como Nethuns, em germânico como Njord, e em latim como Neptunus, possivelmente chamado *Néptonos.[1]

- As deidades Sol, *Sawel, e Lua *Menot/Men-, possivelmente filhos gêmeos do deus céu supremo *Dyeus, continuaram na religião hindu como como Surya e Mas, na religião iraniana como Hvar e Mah, na grega como Hélio e Selene (estes foram depois abandonados, dando lugar às deidades anatólias importadas Apolo e Ártemis), na mitologia latina como Sol e Luna, na mitologia germânica como Sol e Mani, na mitologia báltica como *Saulē e *Mēnō. O esquema usual destas deidades celestiais é o de que um é masculino e a outra feminina, e apesar da presença de várias divindades solares masculinas e de deusas lunares femininas nas tradições greco-romanas, pensa-se que a divindade solar original era uma deusa e a divindade lunar original ere um deus masculino, algo suportado pela maioria destes nas culturas subsequentes.

### A redução de Fantalov
De acordo com o acadêmico russo Alex Fantalov, há apenas cinco arquétipos principais para todos os deuses e deusas de todas as mitologias indo-europeias. Ele também propõe que estes cinco arquétipos eram possivelmente as deidades originais do panteão pré-PIE. Estes, de acordo com Fantalov, são:
1. Deus do céu
2. Deus do trovão
3. Deus da Terra/submundo
4. Herói cultural
5. Deusa mãe

Os deuses do céu e do trovão eram divindades celestiais, representando a classe dominante da sociedade, e nas culturas subsequentes eles foram com freqüência unidos em um único e supremo deus. Por outro lado, a deusa Terra e o herói cultural eram deuses terrestres, ligados à natureza, à agricultura e às artes, e nas culturas subsequentes foram divididos em mais deidades quanto mais complexas as sociedades se tornavam. E enquanto parece ter existido alguma inimizade entre o deus do trovão e o deus da Terra (que pode ser ecoado em mitos sobre batalhas de vários deuses do trovão e um inimigo astuto), o herói cultural parece ser um tipo de semideus filho do deus do céu ou do deus do trovão, e que foi considerado o ancestral da raça humana, o "psicopompo" ("guia de almas"). Junto com a natureza da deusa mãe, que era a esposa do deus céu dominante, o herói cultural dessa forma equilibrava-se entre a divindade celestial do deus do céu/trovão e o mais ctônico deus da terra/submundo.
Outros acadêmicos contestam o uso da redução de Fantalov a apenas cinco deidades, ou a estas deidades em particular, como formas originais.

## Mitologia
Parece ter havido uma crença em uma axis mundi, que na mitologia germânica era um fraxinus (em norueguês Yggdrasil; Irminsul), no Hinduísmo era um baniano, na mitologia lituana Jievaras, um carvalho na mitologia eslava e uma aveleira na mitologia céltica. Na mitologia grega clássica, a comparação mais próxima desse conceito é o monte Olimpo; todavia, há também uma tradição folclórica posterior sobre a árvore mundo, que está sendo serrada pelos Kallikantzaroi (duendes gregos), talvez um empréstimo de outros povos.
Um mito comum que pode ser encontrado entre quase todas as mitologias indo-europeias é uma batalha terminando com a destruição de uma serpente ou dragão de algum tipo por um herói ou deus: exemplos incluem Thor vs. Jormungand e Sigurd vs. Fafnir na mitologia escandinava; Zeus vs. Tifão, Cronos vs. Ofíon, Apolo vs. Píton, Héracles vs. Hidra e Ladão, e Perseu vs. Ceto na mitologia grega; Indra vs. Vritra no Vedas; Perunú vs. Veles, Dobrynya Nikitich vs. Zmey na mitologia eslava; Tessube vs. Iluianca na mitologia hitita; Traetaona e depois Kərəsāspa vs. Aži Dahāka no Zoroastrismo e na mitologia persa. Há também histórias análogas em outras mitologias próximas: Anu ou Marduque vs. Tiamat na mitologia suméria; Baal ou El vs. Lotan ou Yam na mitologia levantina; Javé ou Gabriel vs. Leviatã ou Rahab ou Tannin na crença judaica; Miguel e Cristo vs. Satanás (na forma de um dragão de sete cabeças), a Virgem Maria esmagando uma serpente , São Jorge vs. o dragão no cristianismo. O mito simbolizava um confronto entre as forças da ordem e do caos (representado pela serpente) e o deus ou herói venceria sempre. É então mais provável que lá exista algum tipo de dragão ou serpente, possivelmente com muitas cabeças (conforme Śeṣa, a Hidra e Tifão) e provavelmente ligado ao deus do submundo e/ou das águas, assim como aspetos de serpente podem ser encontrados em muitas deidades indo-europeias aquáticas e/ou ctônicas, como por exemplo as muitas deidades aquáticas gregas, notavelmente Posêidon, Oceano, Tritão, Tifão (que carrega muitos atributos ctônicos não especificamente ligados ao mar), Ofíon e também o eslavo Veles. Possivelmente chamado *kʷr̥mis ou algum nome cognato a *Velnos/Werunos ou a raiz *Wel/Vel- (sânscrito védico Varuna, que é associado às serpentes naga, Vala e Vṛtra, eslavo Veles, báltico velnias), ou serpente (hitita Illuyanka, sânscrito védico Ahis, iraniano azhi, grego ophis e Ofíon e latim anguis), ou o radical *dheubh- (grego Tifão e Píton).
Relacionado ao mito de destruição do dragão é o mito do "Sol na rocha", onde uma deidade guerreira heroica fende uma rocha onde o Sol ou o amanhecer estava aprisionado. Tal mito é preservado no Vala rigvédico, onde Ushas e as vacas, roubados pelos Panis e foram aprisionados, são ligados a outros mitos de abduções para o mundo dos mortos tal como os mistérios de Elêusis ligados com Perséfone, Dionísio e Triptolemos.
Deve ter havido um tipo de espírito natural parecido com o deus grego Pã e os Sátiros, com o deus romano Fauno e os Faunos, com o deus celta Cernuno e os dúsios, eslavo Veles e os Leszi, o védico Pasupati, Prajapati e Puxã, o germânico Woodwose, elfos e anões; deve ter havido uma fêmea cognata parecida com as ninfas greco-romanas, as vilas eslavas, a huldra do folclore germânico, a hindu Apsarás, a persa Peri. Um tipo similar possível de espírito pode ser encontrado na mitologia judaica, Azazel e o Se'irim, assim como na mitologia árabe, o gênio.
Deve também ter havido um cão selvagem ou lobo guardião do submundo, tal como o grego Cérbero e o norueguês Garm. Também é provável que eles tivessem três deusas do destino, como as Nornas da mitologia norueguesa, as Moiras da mitologia grega, Sudjenice do folclore eslavo e Deivės Valdytojos da mitologia lituana.
O primeiro ancestral dos homens era chamado de *Manu-, tal como o germânico Mannus e o hindu Manu.
O Sol era representado cavalgando numa biga.

## Desenvolvimento
As várias culturas descendentes indo-europeias continuaram elementos da religião proto-indo-europeia, sincretizando-os com com inovações e elementos estrangeiros, notavelmente com elementos do Oriente Próximo Antigo, as reformas de Zoroastro e Buda, e o desenvolvimento do Cristianismo e do Islã.
- Anatólia
  - Mitologia hitita
- Indo-iraniana
  - Indo-ariana
    - Religião védica e mitologia védica
    - Hinduismo e mitologia hindu
    - Budismo e mitologia budista
    - Jainismo
    - Sikhismo
    - Conquista muçulmana do subcontinente indiano

  - Iraniana
    - Zoroastrismo
    - Mitologia persa
    - Conquista islâmica da Pérsia
- Grega
  - Religião grega e mitologia grega
  - Greco-budismo
  - Igreja Ortodoxa Grega
- Itálica
  - Religião na Roma Antiga e mitologia romana
- Báltica
  - Mitologia letã
  - Mitologia lituana
- Eslava
  - Mitologia eslava
  - Igreja Ortodoxa Russa
- Céltica
  - Politeísmo céltico e mitologia céltica
  - Cristianismo céltico
- Germânica
  - Mitologia germânica e mitologia nórdica
  - Cristianismo germânico
- Tocariana
  - Transmissão do Budismo pela rota da seda
- Armênia
  - Igreja Apostólica Armênia
- Albanesa
  - Deuses ilírios
  - Igreja Ortodoxa Albanesa